# Litschau
Litschau est une ville autrichienne du district de Gmünd en Basse-Autriche.

## Géographie
La ville historique est située dans la vallée du Reißbach, affluent de la Lainsitz, dans le nord de la région du Waldviertel, à proximité de la frontière tchèque. Les forêts et les lacs alentour en fait un lieu d'excursion apprécié.

### Quartiers
Le territoire communal comprend 11 localités :
| - Gopprechts - Hörmanns bei Litschau - Josefsthal - Litschau - Loimanns - Reichenbach | - Reitzenschlag - Saaß - Schandachen - Schlag - Schönau bei Litschau |

## Histoire

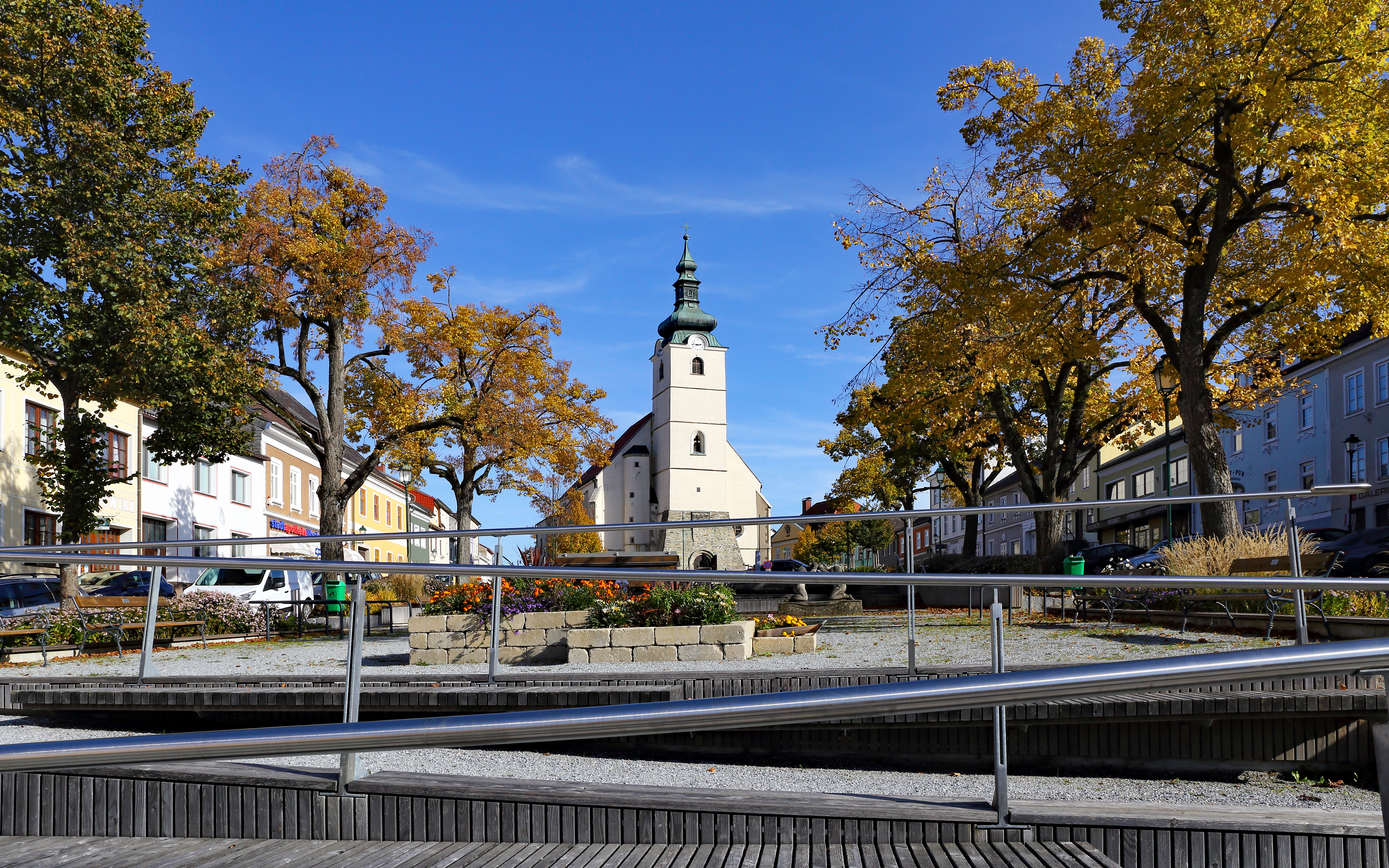
L'église paroissiale.

Le château médiéval a été fondé vers 1215 comme base de défense proche de la frontière du duché d'Autriche avec le royaume de Bohême ; il était temporairement la propriété d'Albert Ier de Habsbourg. Le lieu au-dessous est mentionné pour la première fois en 1260/1262, il avait reçu le droit de marché en 1369. Litschau possédant le statut de ville est mentionnée dans un acte de 1386. Des siècles durant, elle était chef-lieu d'une seigneurie possédée par des familles nobles.
Au XVIe siècle, la Réforme protestante prend pied dans la région. La guerre de Trente Ans et les mesures de la Contre-Réforme se traduisent par des reculs économiques.